# Paticajo
Paticajo es una localidad perteneciente al municipio de Minatitlán, estado de Colima, ubicado sobre la carretera Manzanillo-Minatitlán, en el km 19. Aproximadamente a 30 min. de Minatitlán, o 1 hra. de Manzanillo. Es una población pequeña, cuenta con 654 habitantes y está a 470 metros sobre el nivel del mar. El nombre proviene de patio donde se elaboran vasijas de barro

## Educación
Actualmente se cuenta con los niveles de preescolar, primaria, secundaria y bachillerato. 

## Ocupación o Giro de la mayoría
De las principales actividades a las que se dedican las personas en la comunidad es a la ganadería en su mayoría, agricultura y actividades del campo. Algunas personas trabajan en una mina cercana llamada Consorcio Minero Benito Juárez Peña Colorada S.A. de C.V., etc.

## Festejos
El principal festejo es a favor de Santa Cecilia (Sta. Patrona del pueblo) el 22 de noviembre de cada año. Primero se celebran misas durante 9 días consecutivos, donde por las mañanas (entre 5 y 7 a. m..) se hacen (las mañanitas) se hace oración (un rosario) y se canta a la virgen, al final hay canelitas y café con alcohol para quienes gusten. Al mediodía o por la tarde (según se acuerde) se hace la celebración de la santa Misa (en la iglesia católica). Después de los días religiosos se hacen las fiestas charro taurinas que consiste en jaripeo por las tardes en la plaza de toros y por la noche baile con alguna banda.